# Stade Communal de Mondercange
Le Stade Communal est l'enceinte sportive du club de football du FC Mondercange, évoluant en BGL Ligue.

## Historique
Le Stade Communal de Mondercange est innauguré en 1998, date de la première saison du FC Mondercange en première division luxembourgeoise. 
Depuis son ouverture, le stade accueille le club de la ville de Mondercange ainsi que des événements sportifs locaux, tels que « l'Ouschtercup », un tournoi de football pour jeunes qui est organisé chaque année.    